# Покровский, Михаил Николаевич
Михаи́л Никола́евич Покро́вский (17 (29) августа 1868, Москва — 10 апреля 1932, там же) — русский и советский историк, последователь марксизма, признанный лидер советской историографии 1920-х годов, общественный и политический деятель. Член РСДРП(б) с 1905 года. Академик Белорусской АН (1928) и АН СССР (12.01.1929). После смерти Покровского его наследие подверглось критике, осуждению и запрету со стороны ВКП(б), а его имя стало использоваться для обоснования репрессий против историков, объявлявшихся последователями Покровского.
Деятельность Покровского оценивалась разноречиво: с одной стороны, были его оценки как «сознательного учёного» и литератора, стремившегося радикально переосмыслить историю России, прямо говоря об умалчиваемых ранее негативных аспектах и разорвать с концепциями традиционной историографии, рассматривавших историю России как исключительную; с другой стороны, Покровский критиковался за стремление подчинить научную деятельность интересам политики при резкой полемичности его работы, что противоречило объективности и в итоге сыграло определённую роль в поддержке становления репрессивной политики со стороны Покровского и других «красных профессоров»; помимо того, его критики, как советские, так и несоветские, упрекали его в излишнем материализме и «гиперклассовом» подходе, «антипатриотизме» и «национальном нигилизме». В своих работах Покровский утверждал, что Россия, как и любая другая страна, подчинялась в развитии экономическим процессам, критиковал позиции, которые считал шовинистическими и националистическими, отводил относительно малую роль личности в истории. Покровский также предложил понимание самодержавия как продукта торгового капитализма.

## Биография
Родился в семье статского советника, помощника управляющего Московской складской таможни.
Окончил в 1887 году с золотой медалью 2-ю Московскую гимназию. В том же году поступил на историко-филологический факультет Московского университета, который окончил в 1891 году с дипломом первой степени. Был учеником Василия Ключевского и Павла Виноградова. За время учёбы Покровского в университете журнал «Русская мысль» опубликовал его первые работы — несколько рецензий на новые книги по отечественной и зарубежной истории. После окончания учёбы был оставлен в университете «для приготовления к профессорскому званию» сразу на двух кафедрах — русской и всеобщей истории. В 1891—1905 годах работал в учебных заведениях и просветительских организациях Москвы, в частности, заведовал семинарской библиотекой в Московском университете, читал лекции на женских Московских педагогических курсах и преподавал в средних учебных заведениях, одновременно готовя магистерскую диссертацию.
С 1896 года изучал творчество основоположников и интерпретаторов марксизма. К марксизму впервые обратился в форме «легального марксизма».
Диссертация Покровского так и не была защищена по политическим причинам — его взгляды становились всё более опасными для властей (по сведениям охранного отделения, он «общался с лицами, политически неблагонадёжными»), в 1902 году ему вообще было запрещено читать лекции. Примкнув к «легальным марксистам», учёный был привлечён к работе возглавлявшейся П. Н. Милюковым Комиссии по организации домашнего чтения, а также к левому крылу буржуазно-либеральной политической организации «Союз освобождения». Впрочем, в скором времени он окончательно разочаровался в либералах и обратился к революционному социалистическому движению и в дальнейшем успешно совмещал научную и научно-педагогическую работу с революционной деятельностью.
Накануне Первой русской революции 1905—1907 годов Покровский познакомился и сблизился с социал-демократами Александром Богдановым, Анатолием Луначарским, Иваном Скворцовым-Степановым, сплотившимися вокруг журнала «Правда». С 1904 года в журнале печатались и статьи Покровского, которые свидетельствовали о переходе историка на твёрдые материалистические позиции. Критическая рецензия учёного на первую часть «Курса русской истории» (1904) своего учителя В. О. Ключевского была негативно встречена бывшими сокурсниками Покровского, разделявшими либеральные взгляды их университетского преподавателя.
Обличал русско-японскую войну 1904—1905 годов и расстрел мирной демонстрации на Кровавое воскресенье, горячо приветствовал Первую русскую революцию. В апреле 1905 года стал членом РСДРП. С начала своего членства в партии присоединился к её большевистскому крылу. Летом 1905 года посещал В. И. Ленина в Женеве, это была их первая встреча. После возвращения из Швейцарии в Москву был избран членом лекторской группы Московского комитета РСДРП. Будучи одним из руководителей лекторской группы Московского комитета, революционного издательства «Колокол» и редакции большевистской газеты «Борьба», вёл активную пропагандистскую работу. Совместно со своим студенческим товарищем Н. А. Рожковым, также выдающимся историком, активно участвовал в декабрьском вооружённом восстании в Москве.
После разгрома декабрьского восстания подвергался аресту. В 1906 году был привлечён В. И. Лениным к сотрудничеству в большевистской газете «Пролетарий». В октябре 1906 года принимал участие в кампании по выборам депутатов от РСДРП во II Государственную Думу. Делегат 5-го (Лондонского) съезда РСДРП (1907), избран кандидатом в члены ЦК и членом Большевистского центра, а также в состав редакции газеты «Пролетарий».

### В эмиграции
С 1908 по 1917 год жил в эмиграции.
Скрываясь от полиции, Покровский, член МК РСДРП и сотрудник большевистской газеты «Светоч», в 1907 году переехал в Финляндию, а затем эмигрировал во Францию (1909). Примкнув к А. А. Богданову, в 1909 году он вошёл в группу «Вперёд», объединившую богостроителей, ультиматистов и отзовистов. Преподавал во фракционных школах для рабочих группы «Вперёд», сначала на о. Капри, потом в Болоньи. По конспектам курса, прочитанного в Каприйской школе, впоследствии, была написана книга «Очерки русской культуры».
Весной 1911 года порвал с группой «Вперёд» и объявил себя «внефракционным» социал-демократом. Сотрудничал во многих изданиях. В 1913 году примкнул к группе Л. Д. Троцкого, пытавшейся примирить большевиков и меньшевиков.
После начала Первой мировой войны выступил «за превращение войны между народами в войну против буржуазии», то есть фактически встал на ленинскую позицию в оценке войны как империалистической. В качестве интернационалиста вновь сближается с большевиками и активно сотрудничает в большевистских изданиях. В частности, он был издательским редактором книги В. И. Ленина «Империализм как высшая стадия капитализма» (1916).
С 1907 года статьи Покровского, посвящённые истории народного хозяйства, внутренней и внешней политики русского царизма, общественного движения, начали активно публиковаться в «Энциклопедическом словаре Гранат», и коллективной девятитомной «Истории России в XIX века», издававшейся братьями Гранат. Однако наиболее плодотворными в научном творчестве учёного стали годы эмиграции. В 1910—1913 годах в первом издании в московском издательстве «Мир» вышло главное произведение историка — 1-5-й тома «Русской истории с древнейших времён» (при участии В. К. Агафонова, Н. М. Никольского, В. Н. Сторожева), ставшей первым систематическим марксистским исследованием истории России от первобытных времён до конца XIX века. В 1915—1918 годах там же выходит очередной труд Покровского — «Очерк истории русской культуры» в двух частях (1 изд., М., ч. 1-2). В этих произведениях Покровский развивает важную для понимания его исторической концепции теорию «торгового капитализма» как формации в русской истории, определением внутренней и внешней политики царского правительства торговым капиталом, более ранней формой предпринимательства по сравнению с капиталом промышленным.
В основе исторического анализа, по Покровскому, лежит марксистская концепция общественно-экономических формаций. Он был одним из первых историков, рассматривавших историю России материалистически, с точки зрения их чередования. Доказывая, что в основе исторического развития России, как и любой другой страны, лежат социально-экономические процессы (и опровергая традиционное мессианство), Покровский обратился к теме классовой борьбы народных масс. Оспаривая распространённые утверждения о «мирном» характере русской истории, историк акцентировал внимание на внутренних и внешних конфликтах России. Например, он указывал на завоевательную колонизаторскую политику царской власти. Покровский остро полемизировал с историками, отстаивавшими идеи о неземледельческом характере Древней Руси, отсутствии в России феодализма, закрепощении государством всех (в том числе привилегированных) сословий. С антинационалистических и антимонархических позиций историк критиковал официальные теории, изображавшие образование русского централизованного государства вокруг Московского княжества как результат «собирания земель русских», а также за идеализацию личности и преобразований Петра I.
Собственную книгу Покровский рассматривал как «схему для людей, знающих историю Костомарова, Соловьёва, Ключевского». В этом случае она является лишь «марксистским обобщением», а не заменителем знания.

### Сотрудничество с энциклопедией «Гранат»
Несмотря на то, что политически разошёлся с кадетами, он пользовался доверием крупного кадета М. М. Ковалевского как учёный-историк. Ковалевский, будучи лидером русского либерального масонства и главным редактором энциклопедии «Гранат», доверил М. Н. Покровскому написание нескольких статей для этой энциклопедии, в том числе и большой, на несколько страниц, статьи «Масоны».

### ПослеФевральской революции
После Февральской революции 1917 года Покровский был избран товарищем (заместителем) председателя исполкома парижского Совета представителей двадцати трёх политических и профсоюзных организаций России в эмиграции. Содействовал возвращению на родину эмигрировавших на Запад русских революционеров. С целью «защиты интересов оставшихся вне России политических эмигрантов, добиваясь, прежде всего, ускорения их отправки в Россию», вёл переговоры с Временным правительством, Петроградским Советом и рядом других организаций.
Сам Покровский возвратился в Россию и восстановился в партии большевиков в августе 1917 года. Избранный депутатом Московского Совета рабочих депутатов, 9 и 23 сентября выступал с докладами о положении русской революционной эмиграции на заседаниях исполкомов Советов рабочих и солдатских депутатов, участвовал в сентябрьском Демократическом совещании.
Сыграл важную роль в Октябрьской революции: во время Октябрьского вооружённого восстания в Москве он был членом Замоскворецкого революционного штаба Красной гвардии, комиссаром Московского военно-революционного комитета (ВРК) по иностранным делам и редактором газеты «Известия Московского Совета рабочих депутатов»; разрабатывал проекты постановлений и декретов Московского ВРК (о политике в области печати, по поводу изъятия денег из Государственного банка для зарплаты рабочим и служащим и так далее), обращение к населению города. Также он подготовил опубликованные в «Известиях Московского ВРК» статьи «Демократический мир», «Европа и вторая революция», «В Москве», «Успехи революционных войск», в которых анализировал ход революционных событий в Москве и международную оценку русской революции. Вечером 27 октября, получив ультиматум командующего Московским военным округом полковника К. И. Рябцева и поняв, что контрреволюционно настроенный гарнизон Московского Кремля готов выступить против сил Красной гвардии, первым высказался на заседании Московского ВРК за необходимость решительных боевых действий.
С 3 по 10 ноября был редактором «Известий Московского ВРК»; 5 ноября Московский ВРК делегировал Покровского в комиссию по установлению взаимоотношений консулов иностранных государств и ВРК, что стало предпосылкой для назначения его комиссаром по иностранным делам. В сам состав Московского ВРК введён 11 ноября; 14 (27) ноября объединённый пленум Московских Советов рабочих депутатов и солдатских депутатов избрал его председателем Моссовета и на этом посту он находился по март 1918 года. В ноябре 1917 года он был избран в Учредительное собрание.
Брестский мир: 3 декабря 1917 Л. Д. Троцкий специальной телеграммой вызвал Покровского в Брест-Литовск для участия в делегации РСФСР на мирных переговорах. До 29 января 1918 года Покровский работал в подкомиссиях по политическим, экономическим и правовым вопросам. Некоторое время был солидарен с группой возглавляемых Н. И. Бухариным «левых коммунистов», выступавших против подписания Брестского мирного договора с Центральными державами. Хотя Покровский считал, что без всеевропейской социалистической революции Советская республика не сможет устоять перед агрессией империалистических государств, у него всё же оставались сомнения насчёт ближайшего успеха революции в Западной Европе, поэтому он требовал укрепления обороноспособности страны. Выступая за продолжение революционной войны с Германией и Австро-Венгрией и против подписания мира на германских условиях, Покровский крайне негативно оценивал заявление Троцкого о выходе Советского правительства из войны и роспуске армии: «Я не стал разбираться, чего тут больше, наивности или трусости (было достаточно и того и другого), но тоже с откровенностью заявил, что этого я во всяком случае не подпишу». В ночь с 4 на 5 марта выступил на Московской партийной конференции с отстаивавшим платформу «левых коммунистов» содокладом, в котором утверждал, что революция погибнет в случае заключения мира, но также призвал к устранению раскола. Позиция Покровского была отвергнута большинством делегатов конференции, поддержавшим ленинские предложения. Подписание мирного договора было расценено Покровским как «морально ужасное до невероятных пределов».
С образованием 11 марта 1918 года Совнаркома Московской области, включающей территорию четырнадцати губерний, Покровский стал его председателем и пребывал на этом посту до мая 1918 года. Поскольку компетенция всероссийских правительственных и московских областных исполнительных органов перекрывались, во избежание конфликтов МОСНК был упразднён 20 мая 1918 года.

### Заместительнаркома просвещения РСФСР
В комиссариате просвещения есть два — и только два — товарища с заданиями исключительного свойства. Это — нарком, т. Луначарский, осуществляющий общее руководство, и заместитель, т. Покровский, осуществляющий руководство, во-первых, как заместитель наркома, во-вторых, как обязательный советник (и руководитель) по вопросам научным, по вопросам марксизма вообще.— Владимир Ленин
С мая 1918 года до конца жизни заместитель наркома просвещения РСФСР.
В Совнаркоме отвечал за сферу науки и высшего образования, им были составлены тезисы, определившие политику в сфере науки и образования — суть программы Покровского заключалась во введении бесплатного обучения; уничтожении дипломов как документального свидетельства привилегии (отныне дипломы не требовались для поступления в университет, равным образом не выдавались при окончании университета), уничтожении учёных степеней, открытом конкурсе для замещения должностей на кафедре, выборности профессуры на срок не более 5 лет, коллегиальности управления как университетом, так и всеми его учреждениями, обязательном участии учащихся в управлении университетом, обязательном участии университетов в распространении «научного образования» среди широких масс, создании факультетов общественных наук для разработки и распространения идей научного социализма и ознакомления широких масс с переменами в общественно-политическом строе России, автономии университетов «в деле дальнейшей организации учебной части».
Был одним из организаторов Социалистической (1918, с 1924 — Коммунистической) академии, Государственного учёного совета (1919), Института истории, Института красной профессуры (1921). В различные годы был председателем президиума Коммунистической академии, ректором Института красной профессуры (с 1921), председателем Общества историков-марксистов (с 1925), заведующим Центрархивом (с 1920) и возглавлял ряд других организаций в сфере науки и идеологии. Кроме того, он являлся редактором исторических журналов «Красный архив», «Историк-марксист», «Борьба классов» и членом Главной редакции БСЭ; активно участвовал в деятельности Истпарта, Института Ленина и множества других научных учреждений.
Был инициатором чисток в академии наук и так называемого «Академического дела», когда органами ОГПУ была арестована большая группа учёных-историков: «Надо переходить в наступление на всех научных фронтах. Период мирного сожительства с наукой буржуазной изжит до конца».
Неоднократно представлял советскую науку на международных конгрессах и конференциях историков.
Так, возглавлял советскую делегацию на Шестом Международном конгрессе историков, который проходил в Осло в 1928 году — это был первый международный конгресс историков, на который СССР получил официальное приглашение.
Был в числе выдвинутых в 1928 году первых десяти кандидатов партийного списка в действительные члены АН СССР. Вместе с Д. Б. Рязановым в марте 1928 г. обратился к руководству ВКП(б) с просьбой не включать их в список претендентов, однако комиссия Политбюро просьбу отклонила. «Кандидатура т. Покровского хотя и вызывает возражения некоторых академиков, но стоит достаточно твёрдо и будет проведена» — докладывала в Политбюро в октябре 1928 года комиссия по наблюдению за выборами в Академию наук.
Неоднократно избирался в состав ВЦИК и ЦИК СССР. Член Центральной контрольной комиссии ВКП(б) и член её Президиума (1930—1932).
С 1929 года был болен раком. Умер 10 апреля 1932 года в Москве; был кремирован, прах помещён в урне в Кремлёвской стене.

## Основные идеи и взгляды
В нашей науке специалисту-немарксисту грош цена.— Покровский М.Н. Историческая наука и борьба классов. Вып. 1—2. М., Л.: Соцэкгиз, 1933. С. 33
Суть истории, по Покровскому, заключается «в развитии, то есть в правильном изменении человеческого общества».
Социализм, с точки зрения Покровского, — «это переход земли и всех её произведений, а также всех орудий производства, фабрик, заводов и т. д. в руки тех, кто работает». С возникновением социализма развитие общества не закончится. Но то, что будет после социализма, «этого мы предвидеть не можем».
Существуют определённые законы, по которым развивается любое человеческое общество. Зная эти законы, можно «предсказать ход человеческого развития не только ближайших лет, но и десятков, сотен лет». Таким образом, Покровский приходит к выводу, что знание прошлого даёт возможность знать будущее, а «тот, кто предвидит будущее, господствует над этим будущим».

Развитие техники у историка определяется классовым устройством общества: «то или другое устройство общества может или страшно замедлить это развитие, или очень ускорить». Эту идею Покровский иллюстрирует на примере изобретения паровой машины.

Самым лучшим социальным устройством для развития техники является социализм. Капитализм же «с его яростной конкуренцией между предпринимателями, с его стремлением предпринимателей к монополии, главным образом в новейшее время, может тормозить развитие техники не хуже рабовладельческого хозяйства».
Покровский активно развивал и внедрял идею единой трудовой школы и всеобщего образования, прямо руководя процессами культурной революции, создания рабфаков и ликвидации безграмотности среди населения старше 25 лет. В мае 1918 года Покровский был назначен членом правительства, заместителем наркома просвещения РСФСР. С его именем связаны мероприятия по реорганизации высшей школы на коммунистических началах, организации новых научных учреждений, архивного, музейного, библиотечного дела. В частности, под его началом были национализированы и систематизированы библиотечные, архивные и музейные фонды, издавались архивные материалы (в особенности связанные с революционным движением), введена новая орфография, приняты и внедрены декреты об охране памятников искусства и старины. Преследуя цель воспитать новую, советскую, интеллигенцию, он проводил жёсткую и прямолинейную линию по отстранению старой профессуры от преподавания, созданию привилегированных условий для приёма в высшие учебные заведения рабочей молодёжи и сокращению автономии университетов, чем создал предпосылки для установления в общественных науках монополии коммунистической идеологии.
Под выдвинутой им парадигмой «милитаризации» высшего образования Покровский понимал преодоление отчуждения науки и образования от непосредственного производства, что позволило бы поставить их на решение конкретных задач Советского государства.

 История — это политика, опрокинутая в прошлое— Покровский М. Н., доклад «Общественные науки в СССР за 10 лет» (22 марта 1928 г.)
— эта крылатая фраза Покровского также акцентировала внимание на практическом значении истории, важности обращаться к тематике, могущей быть ценной для текущих общественных потребностей. По этой причине он предлагал интегрировать школьный курс истории в курс обществоведения. С другой стороны, такой подход Покровского, особенно учитывая то, что его взгляды приравнивались к официальным и не подвергались критике, давал основания для обвинений в односторонности, тенденциозности и пренебрежении историческими событиями в пользу современных проблем. Впрочем, знаменитая цитата была вырвана из контекста — историк использовал её в отношении «буржуазно-дворянской историографии»:

Все эти Чичерины, Кавелины, Ключевские, Чупровы, Петражицкие, все они непосредственно отразили определённую классовую борьбу, происходившую в течение XIX столетия в России, и, как я в одном месте выразился, история, писавшаяся этими господами, ничего иного, кроме политики, опрокинутой в прошлое, не представляет. Та общественная борьба, которая кипела в это время, борьба за и против крестьянства в 61 году, народническая революция в 70-х гг. и т. д. — всё это находило себе непосредственное выражение в обществоведческой литературе, и нельзя себе представить себе этой литературы иначе, как на фоне классовой борьбы.
— «Некоторые любопытные фрагменты из статьи акад. М. Н. Покровского Общественные науки в СССР за 10 лет. (Доклад на конференции марксистско-ленинских учреждений 22 марта 1928 г.)» // Вестник Коммунистической Академии. М., 1928. № 2 (26), с. 3–30.
Биограф Покровского О. Д. Соколов выдвигал версию, что крылатое выражение, приписываемое Покровскому, принадлежит его ученику П. О. Горину. Пытаясь подчеркнуть лучшие качества своего учителя как учёного-политика, Горин заявил, что по Покровскому «история была политикой, обращённой в прошлое» Также эта фраза была приписана Покровскому во время сталинской кампании по разгрому «школы Покровского» в 1939 году в статье А. М. Панкратовой, без ссылок на источник.
Покровский считал, что государственные деятели русской истории несамостоятельны: цари, их приближённые, чиновники и военачальники объективно были инструментами влиятельных социальных сил, проводя в жизнь интересы «торгового капитала» — формы предпринимательства перед промышленной революцией. Так, в отношении московского самодержавия и имперского абсолютизма он использовал выражение «торговый капитал в шапке Мономаха», отвергнув господствовавшую традицию рассматривать русскую историю по периодам правления того или иного царя или князя. По мнению Покровского, интересы торгового капитала определили деспотический характер самодержавия в куда большей степени, чем интересы дворянства и бюрократии, чем и объясняется их бесправие перед монархом. Согласно Покровскому, с развитием в России медленными темпами индустриального производства на арену межклассового противостояния выходит связанный с ним «промышленный капитал», вступивший в конкурентную борьбу с «торговым капиталом», объединившимся с дворянством и сословным государством, которая в России закончилась победой первого лишь в начале XX века, в то время как в Англии торговый капитал вытеснялся вовне, «переместился в колонии», уступая место промышленному капиталу в метрополии. Гегемоном в политической и общественной жизни промышленная буржуазия становится лишь в период после Февральской революции, с февраля по октябрь 1917 года.
Для трудов Покровского свойственны интернационализм и обличение имперских и шовинистических стереотипов, имевших место в русской исторической науке, в частности, утверждения о «несамостоятельности» и «культурной отсталости» угнетённых Российской империей народов. Стремясь обличить внешнюю и внутреннюю политику правящих классов, Покровский делал ударение на негативных аспектах русской истории, ранее замалчивавшихся. В духе исторического материализма он указывал на классовое угнетение, агрессии и завоевательные войны Российской империи, ограбление ей порабощённых народов, технологическую отсталость. Его отношения к царю, дворянству, купечеству и мещанству было преимущественно критичным. Особое место в творчестве Покровского занимает откровенно описание традиционных «героев» русской историографии. Монархи, полководцы, государственные и церковные деятели, дипломаты предстают в работах советского историка в совершенно ином свете — как эгоистические, жестокие, ограниченные, невежественные личности. Для достижения большего воздействия на читателя представители правящих классов и руководители обличались при помощи сатиры, иронии и гротеска.
Острота теоретического противостояния с традиционной русской и западной немарксистской историографией, сложившегося вокруг развития и отстаивания Покровским принципов исторического материализма и классовой борьбы, требовали полемической остроты его работ. При этом Покровский предостерегал от грубых исторических аналогий. Многие историки подвергались осмеянию со стороны Покровского, в частности, за уподобление князей удельной Руси абсолютным монархам, Земского Собора буржуазному парламенту, а воззрений членов Верховного тайного совета идеологии «левых» земцев конца XIX века. Учитывая критику со стороны других марксистских историков, в последние годы жизни Покровский признал некоторые недостатки исторических взглядов, изложенных в прежних работах, и попытался их усовершенствовать. В монографии «О русском феодализме, происхождении и характере самодержавия» (1931) он отказался от своего первоначального понимания «экономического материализма», выражавшегося в недооценке сферы производства и гиперболизации сферы обращения. Также он пересмотрел свои оценки народничества, Русской революции 1905—1907 годов, ограниченную интерпретацию империализма в качестве только завоевательной политики, а также отошёл от тенденции к модернизации истории (в частности, признал несостоятельным свой тезис о буржуазном характере Пугачёвского восстания). Февральскую революцию 1917 года он перестал называть началом социалистической революции, согласившись с определением её как буржуазно-демократической. В итоге, продолжая отмечать важность торгового капитала в становлении капитализма в России, Покровский прекратил использовать словосочетание «торговый капитализм», признавал, что императорский абсолютизм был орудием не только торгового капитала и призвал уделить больше внимания творческой роли народных масс в историческом процессе.
Объясняя свои ошибки, Покровский писал: «Историки следующего поколения… сумеют, вероятно, понять и объяснить историческую неизбежность этих противоречий… Они признают, что уж кому-кому, а нам, работавшим в сверхдьявольской обстановке, нельзя ставить всякое лыко в строку…, что, благодаря нам, им есть с чего начать».

## Оценки и критика

### Оценки современников
Покровского положительно оценивал Ленин. В 1920 году он писал Покровскому: «Тов. М. Н.! Очень поздравляю вас с успехом: чрезвычайно понравилась мне Ваша новая книга „Рус[ская] И[стория] в сам[ом] сж[атом] оч[ерке]“. Оригинальное строение и изложение. Читается с громадным интересом. Надо будет, по-моему, перевести на евр[опейские] языки. Позволяю себе одно маленькое замечание. Чтобы она была учебником (а она должна им стать), надо дополнить её хронологич[еским] указателем… Учащиеся должны знать и Вашу книгу и указатель, чтобы не было верхоглядства, чтобы знали факты, чтобы учились сравнивать старую науку и новую».
В 1931 году Максим Горький, на тот момент будучи одной из наиболее авторитетных официальных фигур СССР, писал: «Старая, тяжёлая история рабочих и крестьян рассказана с предельной простотой и краткостью в книге товарища М. Н. Покровского, — в книге, которую каждый грамотный человек должен прочитать не один раз».
Лев Троцкий в книге «Перманентная революция» (1930), направленной против Сталина и правых большевиков, оценил Покровского как: «единомышленника Бухарина, неистощимого конструктора исторических схем, с большим вкусом подкрашенных под марксизм»: «В политике Покровский был и остаётся анти-кадетом, искренне принимая это за большевизм».
Павел Милюков, историк, лидер «кадетов» в 1917 году и деятель белого движения, писал, что хотя «у нас он считался подающим надежды», Покровский «обычно угрюмо молчал и всегда имел какой-то вид заранее обиженного и не оценённого по заслугам»: «Я думаю, здесь было заложено начало той мстительной вражды к товарищам-историкам, которую он потом проявил, очутившись у власти». Вместе с Покровским Милюков был учеником Ключевского и Виноградова; Милюков настаивал на своеобразии истории России. Милюков описывает, как от полемики со своими учителями Покровский был вынужден перейти к выступлениям против марксистов: критике идей Плеханова и полемике с Троцким, в итоге подвергшись критике со стороны сталинских «тузов» Радека и Бухарина в 1936 году. По мнению Милюкова, Покровский был силён только в тех случаях, когда был верен своим учителям и «нашим общим достижениям»; деятельность Покровского Милюков оценивает лишь как «квазимарксистские» упрощения и «схемы», которые стали лишь результатом потребности большевиков в опровержении мнения, что они преждевременно перешли к пролетарской революции, минуя развитый капитализм; Покровский по Милюкову лишь пытался доказать нужное развитие капитализма, при этом став неудобным. Милюков становится на позиции Плеханова и Троцкого, говоривших пусть и не о полном, но «относительном» своеобразии России в насаджении деспотическим государством капитализма в отсталом обществе, и цитирует Бухарина: «В прежней историографии, которая имеет свои корни ещё в придворных хрониках царей, эти последние рассматривались как единственные божественные творцы исторического процесса… по своему произволу… Этой историографии Покровский противопоставил попытку общедоступного… рассмотрения общественно-исторических формаций. Но он оторвал общество от его агентов, абстрактное от конкретного… Как потом он ни старался говорить о „конкретном“, ничего конкретного не получалось… Вина опять — в отсутствии „диалектики“». По Милюкову, оппоненты Покровского опираются на достижения Ключевского и самого Милюкова.

### Официальная советская критика
Широкая критика Покровского со стороны ВКП(б) началась с опубликования 27 января 1936 года официального сообщения «В Совнаркоме Союза ССР и ЦК ВКП(б)»; Совнарком утверждал, что «среди некоторой части наших историков, особенно историков СССР, укоренились антимарксистские, антиленинские, по сути дела ликвидаторские, антинаучные взгляды на историческую науку. Совнарком и ЦК ВКП(б) подчёркивают, что эти вредные тенденции и попытки ликвидации истории как науки, связаны в первую очередь с распространением среди некоторых наших историков ошибочных исторических взглядов, свойственных так называемой „исторической школе Покровского“». Карл Радек считал, что Сталин «давно знал и видел ошибки Покровского, но терпел его только потому, что тот в своё время активно боролся против оппозиции». Упомянутая «школа Покровского» была ярлыком, которым могли пометить любого неугодного: так, представителями «школы» были объявлены и молодые историки и активные критики Покровского при его жизни Э. Я. Газганов, А. И. Ломакин, П. С. Дроздов и С. А. Пионтковский. Спустя год после ареста В. И. Невского (1935) к «школе» отнесли его соратников П. И. Анатольева, В. 3. Зельцера, П. П. Парадизова. Сам Парадизов, на тот момент содержавшийся под арестом, писал заместителю наркома внутренних дел СССР от 19 апреля 1936 г. «Классиков марксизма-ленинизма М. Н. Покровский плохо изучал, а отсюда его основные теоретические ошибки. Но он лично обладал широким историческим кругозором, недюжинной эрудицией и редким литературным талантом».
В адрес Покровского были выдвинуты обвинения в «вульгарном социологизме», «антимарксизме», «антипатриотизме» и «очернительстве истории России», теоретические претензии, например, за, как говорилось, преувеличение роли торгового капитала в развитии царской России:

 «Правда» целиком права, когда говорит, что мы совершенно недостаточно вели борьбу с… концепциями Покровского и его школы, … которые по сути дела вели к ликвидации нашей исторической науки. Одну статью мы дали, но и она не свободна от неряшливых формулировок. В этой статье Дроздов, с одной стороны, говорит… , что М. Н. Покровский… до конца своих дней он не овладел марксистско-ленинской методологией, а с другой стороны… утверждает, что Покровский, выполнил задачу разгрома буржуазно-помещичьей концепции русской истории. Выходит, что человек, который не овладел марксизмом, мог разгромить до конца буржуазно-помещичью концепцию… , тогда как совершенно очевидно, что именно потому, что Покровский не овладел марксистско-ленинским методом, именно потому, что он стоял на точке зрения возможности объективной марксистской истории, именно потому, что он стоял на точке зрения социалогизирования и часто игнорировал конкретный исторический материал в своих работах или привлекал его частично, именно [он] не мог до конца разгромить буржуазно-помещичью концепцию русской истории. — редактор журнала «Историк-марксист», директор Института истории АН СССР академик Николай Лукин, май 1937 года
В постановлении ЦК ВКП(б) от 14 ноября 1938 года о постановке партийной пропаганды в связи с выпуском «Краткого курса истории ВКП(б)» утверждалось, что «школа» «толковала исторические факты извращённо, вопреки историческому материализму освещала их с точки зрения сегодняшнего дня, а не с точки зрения тех условий, в обстановке которых протекали исторические события, и, тем самым, искажала действительную историю».
«Школа Покровского» была объявлена «базой вредителей, шпионов и террористов, ловко маскировавшихся при помощи его вредных антиленинских исторических концепций», «лишённых чувства родины». Книги Покровского изымались из библиотек, а учебники по истории переписывались в соответствии с новой исторической концепцией. Посмертный разгром Покровского был довершён двухтомником «Против исторической концепции М. Н. Покровского» (М.—Л., 1939—1940), в котором говорилось, что Покровский был идейным вдохновителем «троцкисто-бухаринских агентов фашизма», а «вульгаризаторству» Покровского противопоставлялся марксизм «Краткого курса истории ВКП(б)». Современные исследователи указывают, что в «Против исторической концепции М. Н. Покровского» была сформулирована методологическая основа советского анализа дореволюционной марксистской традиции. В дальнейшем Покровского продолжали обличать советские историки, ссылаясь на двухтомник: например, в сборнике АН СССР «Двадцать пять лет исторической науки в СССР» (1942) утверждалось, что он отрицал «всякое национальное и прогрессивное значение за войнами русского народа», такими как Ливонская война, Северная война и война 1812 года, что он «не заметил военных талантов» Петра I, «совершенно отрицал действительный народный характер Отечественной войны 1812 г.», и, наконец, «первую мировую войну 1914—1918 гг. он понимал совершенно неправильно, считая, что нападающей стороной в ней была Россия и союзники, а не Германия Вильгельма II. Вся военная история Русского государства в древности до XX в. рисовалась ему в виде разбойничьих набегов постепенно усиливавшегося хищника», что он «пытался изобразить как прогрессивное даже татарское иго». В 1950 г. Б. Греков в докладе «И. В. Сталин и историческая наука» утверждал, что Сталин предотвратил «ликвидацию исторической науки в нашей стране» со стороны Покровского.
В 1960-е годы Покровский был на время реабилитирован: было осуществлено издание четырёхтомного сборника его исторических сочинений «Избранные произведения». В 1968 году Советская историческая энциклопедия писала, что «<Покровскому> принадлежит ведущая роль в становлении советской исторической науки, в воспитании первых кадров советских историков („школа Покровского“)».
В «период застоя» М. Н. Покровского критиковали за «эклектические попытки соединения марксизма с буржуазными теориями» и «неверное понимание выявленных Марксом исторических закономерностей». Критике периода застоя не была свойственна агрессивность сталинских обвинений, его роль оценивалась скорее положительно как ведущего историка-марксиста первых лет государства, однако к самим трудам, идеям и методологическим принципам Покровского интереса не было, и они не применялись.

### Позднейшие оценки
Владимир Кобрин писал в 1992 году: «Он никогда не был строгим исследователем: начав как популяризатор, он сразу перешёл к созданию концепций, широких обобщений. Да, он очень много прочёл, очень много знал, но его эрудиция была эрудицией знатока, а не исследователя. Когда знакомишься с его трудами, возникает впечатление, что Покровский искал в трудах своих предшественников и в источниках факты, подтверждающие уже сложившиеся у историка концепции. Именно так открывался путь для того, чтобы историк стал не искателем истины, а слугой идеологии и тем самым перестал быть ученым». Помимо этого, Кобрин пишет характеризует Покровского как человека, жестоко подавлявшего инакомыслие, смотревшего на научные дискуссии как на уничтожение оппонента, поддерживавшего репрессии против историков иных позиций; Кобрин также критикует Покровского за «национальный нигилизм», «исключа[вший] национальный фактор из истории», пренебрежительно относящийся к национальным героям и достижениям, таким как война 1812 года; формулировка «национальный нигилизм» использовалась и сталинскими критиками.
Как отмечает Джеймс Д. Уайт (Университет Глазго), «если его [Покровского] работы, в которых отстаивалась самостоятельность русской экономики, пришлись в своё время очень кстати с началом критики Троцкого, то впоследствии идеи Покровского и его учеников вызывали всё более жёсткую критику со стороны партийного руководства. В 1930-е гг., уже после смерти историка, его труды были преданы забвению».

Б. Д. Козенко («Новая и новейшая история», 2001) следующим образом описывал взгляд Покровского на Первую мировую войну:
«Покровский ещё до 1914 г. проявлял интерес к истории международных отношений и склонность к построению „отвлечённых схем“ и излишнему „конструктивизму“. Не поняв теории империализма В. И. Ленина, он создал свою теорию „торгового капитализма“ и объявил самодержавие „политической организацией“ этого капитализма. С таких позиций он рассматривал и мировую войну, которая, как он утверждал, велась, главным образом, за торговые пути, <…> а также за уголь, железо и т. п. Отсюда — его утверждение о ведущей роли царизма в развязывании войны за проливы, его антагонизме с Германией, что искажало реальную ситуацию, ибо основным был антагонизм Англии и Германии. Царскую Россию Покровский называл главной виновницей войны, а Германия в отличие от Англии будто бы боялась начать войну. Этот односторонний и тенденциозный подход оставлял в тени агрессивность германского империализма и его австрийского союзника, явившихся действительными застрельщиками конфликта».
По мнению Бориса Кагарлицкого, Покровский ценен как первый русский «ревизионистский историк», поставивший задачу радикально переосмыслить историю России, отказавшись от установившихся в XIX веке традиционных концепций «западников» и «славянофилов» и «школьных учебников», рассматривавших события вне общемирового контекста, понимавших «русск[ую] истори[ю] как изолированн[ую] и „особенн[ую]“, не подчинённ[ую] общей для других стран логике», которым было «характерно преувеличение роли внешнеполитических факторов, недооценка внешнеэкономических и крайне слабое понимание связи между первыми и вторыми» и акцент на истории «исключительно государства, а не общества». По мнению Кагарлицкого, уничтожение наследия Покровского и его последователей знаменовали возвращение советской историографии к этим самым традиционным концепциям для легитимизации партии: «Перечень правителей, дополняемый описанием побед русской державы, чередуется с периодически повторяемыми жалобами на экономическую и культурную „отсталость“. Советский период выглядит завершающим и триумфальным, ибо он знаменует продолжение побед на фоне преодоления отсталости»; такой подход хорошо сочетался с «легальным марксизмом» Петра Струве: «История каждой страны рассматривалась в отдельности от мировых процессов, а развитие воспринималось как нечто вроде состязания бегунов, бегущих по параллельным дорожкам, но одновременно и в одном и том же направлении». По Кагарлицкому, хотя Покровского необходимо «реабилитировать», сегодня его идей явно недостаточно, и сам Покровский понимал не всё, однако его идеи можно актуализировать за счёт мир-системного анализа.
Историк из украинской диаспоры в Канаде Степан (Stephen) Величенко (Университет Торонто) отмечает, что в русской дореволюционной историографии Покровский одним из немногих «придавал украинскому прошлому статус самостоятельной национальной истории» и писал: «Раздел публикации М. Покровского, посвященный раннемодерной Украине — это настоящий прорыв, живой пример того, как отличный концептуальный подход, применяемый к общедоступному материалу, приводит к радикально отличной интерпретации прошлого».

## Память
Его имя было присвоено Ленинградскому педагогическому институту и Новгородскому агропедагогическому институту. Также с 20 октября 1932 по 11 ноября 1937 года его имя носил Московский государственный университет. Его имя было присвоено Вологодскому педагогическому училищу. В некоторых городах (в частности, в Ижевске), по сей день существуют улицы, названные именем М. Н. Покровского.
Жена — Любовь Николаевна.

## Сочинения
- Восстановление Западной Римской империи: Книга для чтения по истории средних веков, составленная кружком преподавателей / Под ред. проф. П. Г. Виноградова. — М., 1906. — Вып. 1.
- Русская история с древнейших времён. М., 1910—1912. Т. 1-5.: Часть 1, Часть 2
- Борьба классов и русская историческая литература. Лекции, читанные в Ком. ун-те 3—7 мая 1923 г. Пг., «Прибой», 1923. 137 с. 10 000 экз.; 2-е испр. изд. [1927]. 124 с. 5000 экз.
- Русская история в самом сжатом очерке, ч. 1-3, М., 1920—1923. (Djvu)
- Очерк истории русской культуры 1 изд., М.. ч. 1-2, 1915—1918.
- Внешняя политики России в XX веке. Популярный очерк. М., Ком. ун-т им. Я. М. Свердлова, 1926. 95 с. 6000 экз.
- Марксизм и особенности исторического развития России. Сборник статей. 1922—1925 гг. Л., «Прибой», 1925. 142 с. 8000 экз.
- Октябрьская революция и Антанта. М.—Л., Гос. изд., 1927. 45 с. 10 000 экз.
- Октябрьская революция. Сб. статей, 1917—1927. [М.], Ком. академия, 1929. 419 с. 5000 экз.
- Историческая наука и борьба классов. (Историографические очерки, критические статьи и заметки). Сборник подготовлен к печати Ин-том истории Ком. академии. Вып. 1. М.—Л., Соцэкгиз, 1933.
- Историческая наука и борьба классов. (Историографические очерки, критические статьи и заметки). Сборник подготовлен к печати Ин-том истории Ком. академии. Вып. 2. М.—Л., Соцэкгиз, 1933. 450 с. 10 000 экз.
- Об Украине. Сборник статей и материалов. Киев, Соцэкгиз Украины, 1935. 165 с. 20 000 экз.
- Избранные произведения, т. 1-4, М., 1965—1967.
- Столыпинщина
- Очерки русского революционного движения XIX—XX вв. Лекции, читанные на курсах секретарей уездных комитетов РКП(б.) зимою 1923-24 г. Издательство «Красная Новь». Главполитпросвет, М., 1924.
- «Дипломатия и войны России в XIX столетии». Издательство «Красная новь». Главполитпросвет. М., 1923.